# Gene Moore (cestista)
Eugene Wilbert Moore, detto Gene (St. Louis, 29 luglio 1945), è un ex cestista statunitense, professionista nella ABA.

## Carriera
Venne selezionato dai Milwaukee Bucks al secondo giro del Draft NBA 1968 (22ª scelta assoluta).

## Palmarès
- ABA All-Star Game: 1

1970
- ABA All-Rookie Team (1969)
- Sedicesimo migliore rimbalzista di sempre ABA
- Quindicesimo per numero di stoppate di sempre ABA
- Quarantaseiesimo miglior marcatore di sempre ABA